# Chiesa di San Lorenzo (Parabiago)
La parrocchia di San Lorenzo fu istituita il 29 ottobre 1898
- 1) Giacomo Bianchi (1898-1935)
- 2) Paolo Banfi (1935-...)

La chiesa parrocchiale dei Santi Lorenzo e Sebastiano è un edificio religioso situato in San Lorenzo di Parabiago. È sede della parrocchia della frazione, facente parte della Pieve di Parabiago (fino al 1972).

## Storia
In epoca medioevale esisteva già una chiesa nella frazione e probabilmente, sulle rovine di essa nel 1671 venne costruita in stile barocco, un'altra chiesa più grande (oggi scomparsa), situata sul lato destro del Sempione provenendo da Milano; questa vecchio tempio venne descritto dal Cardinal Pozzobonelli, nella relazione della sua visita pastorale datata maggio 1761.
Il 29 ottobre 1898 il Cardinal Ferrari costituiva in parrocchia autonoma la frazione, assegnandole la costa San Lorenzo ed il mulino Piazzi, entrambe facenti parte del comune di Nerviano.
Agli inizi del XX secolo, la vecchia chiesa era ormai insufficiente a contenere i fedeli, quindi il parroco don Giacomo Bianchi tentò negli anni 1905, 1912 e 1916, di sollecitare la costruzione di un nuovo luogo di culto, finché il 12 agosto 1917, durante la festa patronale di San Lorenzo, ricevette una donazione di 3.000 lire da un gruppo di uomini, allo scopo di acquistare il terreno per la nuova chiesa, ed ancora successivamente ricevette da  Felice Gajo (futuro sindaco di Parabiago e senatore del Regno) altre 20.000 lire; così nel 1928 poté comprare il terreno a sinistra sull'attuale via Manara, andando verso Cantalupo di Cerro, e nell'agosto dello stesso anno venne collocata la prima pietra. Costruita su disegno dell'architetto milanese Luigi Boffa, venne ultimata nel 1929 e benedetta il 21 dicembre di quell'anno da don Elia Balzarini, Prevosto di Parabiago. Ancora il Gajo donò l'altare maggiore in marmo bianco e rosa, acquistato dalla chiesa di San Gottardo a Porta Ticinese (Milano); finalmente il 18 maggio 1930 il cardinale Schuster la consacrò.
Pochi anni dopo venne ultimato il campanile, nel frattempo i rintocchi erano ancora dati dalle campane della vecchia chiesa. Dagli inizi dell'anno 1944 fino al 1947 il pittore milanese Natale Penati fece gli affreschi e Paolo Bellegotti le decorazioni; infine il 12 agosto 1945 venne donata alla chiesa la statua del santo patrono della frazione.